# Dendropanax dentiger
Dendropanax dentiger är en araliaväxtart som först beskrevs av Hermann Harms, och fick sitt nu gällande namn av Elmer Drew Merrill. Dendropanax dentiger ingår i släktet Dendropanax och familjen Araliaceae. Inga underarter finns listade.